# Glomeridesmus bicolor
Glomeridesmus bicolor är en mångfotingart som beskrevs av Loomis 1964. Glomeridesmus bicolor ingår i släktet Glomeridesmus och familjen Glomeridesmidae. Inga underarter finns listade i Catalogue of Life.